# Papa Grigore I cel Mare
Sfântul Papă Grigore I, cunoscut ca Grigore cel Mare [lat. Sanctus Gregorius Magnus] și ca Grigore Dialogul (n. 540 d.Hr., Roma, Regatul Ostrogot⁠(d) – d. 12 martie 604 d.Hr., Roma, Imperiul Roman de Răsărit), papă al Romei din 590 până la moartea sa, pe 12 martie 604. Este doctor al Bisericii și unul dintre cei patru părinți apuseni ai Bisericii, alături de Ambrozie, Augustin de Hipona și Ieronim. A fost și primul călugăr care a devenit papă. Este recunoscut ca sfânt imediat după moartea sa, atât în Biserica din Imperiul Roman de Apus cât și în Biserica  din Imperiul Roman de Răsărit. 
Este patronul muzicienilor, cântăreților, studenților și al învățătorilor. Este considerat unul din cei mai însemnați papi din istorie.

## Viața

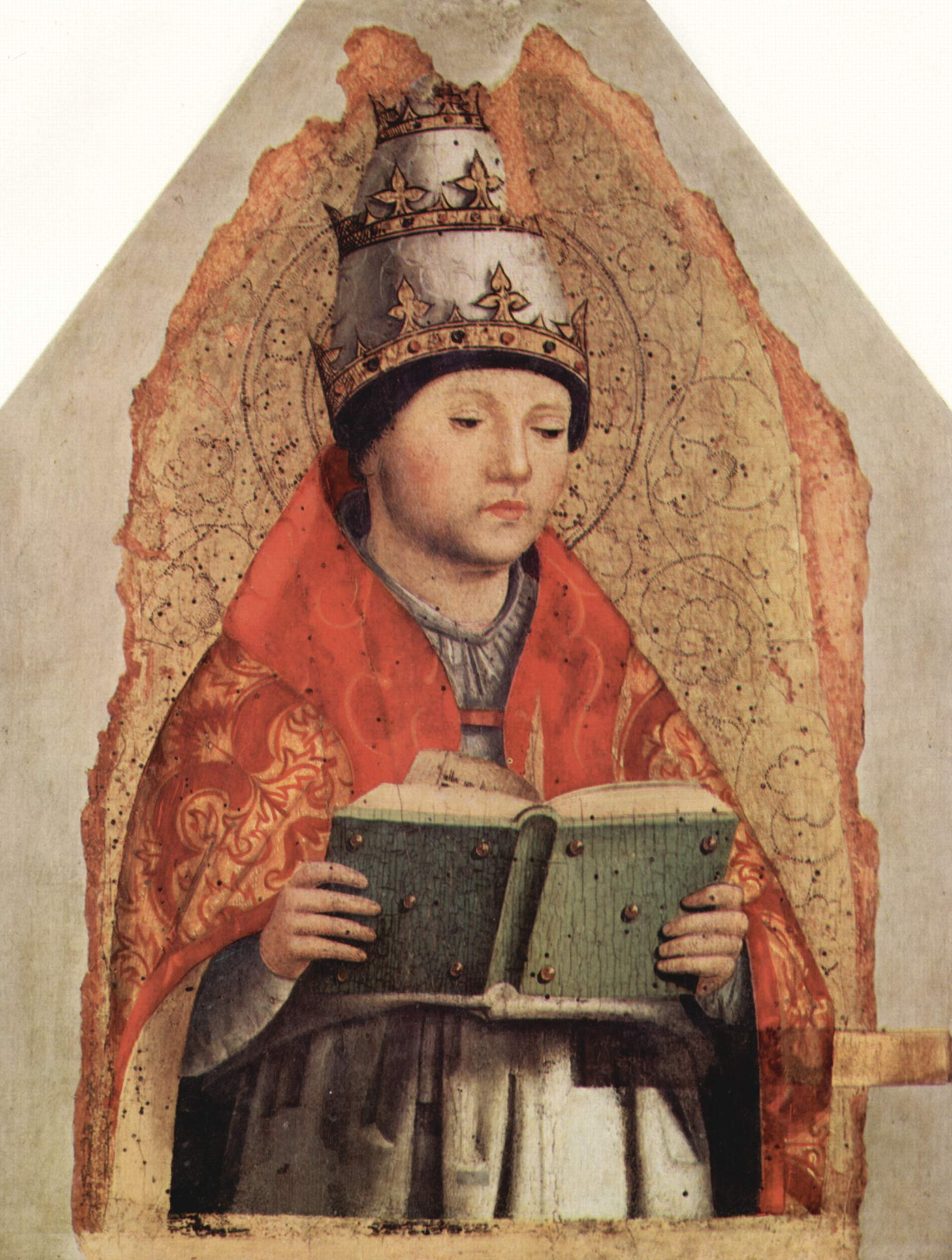
Grigore I cel Mare, pictură de Antonello da Messina

Se presupune că Sf. Grigore (Grigore cel Mare) s-a născut în jurul anului 540 la Roma. Părinții l-au numit Grigore (lat. Grigorius), nume de origine greacă care se traduce în latină Vigilantius („vigilent”). Scriitori medievali care credeau în etimologia numelui său, au transpus această semnificație în lucrările sale despre papa Grigore. Se știe foarte puțin despre copilăria sa. În această perioadă, conform datelor istorice, Italia a fost recucerită de împăratul roman răsăritean, Iustinian I cel Mare, de la Goți, acest război fiind după anul 552. În 554, o invazie a francilor a fost învinsă, după care a urmat o perioadă de liniște în Italia, care, deși era condusă de puterea romană din Constantinopol, era unită într-o singură țară și păstra limba oficială a Romei, latina clasică.
Grigore s-a născut într-o familie romană aristocrată bogată (patricieni), care avea legături strânse cu Biserica. Întrucât nu s-a demonstrat istoric descendența dintr-o familie patriciană din Republica Romană, nu se poate ști din ce arbore genealogic al unei familii nobile derivă. Un străbun al lui Grigore a fost Felix al III-lea, papă nominalizat de regele got Theodoric cel Mare.
Familia sa a avut și locuit o vilă suburbană pe colina Caelius din Roma. Strada unde a fost acea casă se numește astăzi Strada Sf. Grigore (it. Via di San Gregorio). În nord strada merge spre Colosseum, iar în sud spre Circus Maximus. În zilele papei Grigore clădirile romane antice erau în ruine fiindcă erau deținute de persoane particulare. Familia sa deținea și proprietăți cu lucrători în jurul Romei și în Sicilia, unde probabil Grigore și părinții săi - Gordian și Silvia - s-au retras în perioada războiului de redobândire a Italiei, în care forțele adversare au fost conduse de generalul bizantin Belisarie și regele goților italici, Totila. Tatăl lui Grigore, Gordian, deținea o oarecare funcție  în Biserică. Mama lui Grigore, Silvia, avea în Sicilia o soră măritată, Patricia.
Grigore a fost educat de episcopul Grigore de Tours, care i-a lăudat aptitudinea, mai ales la gramatică, dialectică și retorică. Grigore știa să scrie corect în latină, dar nu a învățat să scrie în greacă. Învățase autorii latini, științele naturii, istoria, matematica, muzica. Avea fluență în cunoașterea dreptului imperial, de unde poate fi dedus faptul că a practicat dreptul, ca să fie pregătit pentru o carieră de funcționar imperial.

## Guvernator al Romei
După terminarea studiilor, Grigore a îmbrățișat cariera administrativă, ajungând să fie numit în 573, de împăratul bizantin, Iustin al II-lea, Prefect al Romei (praefectus urbis), cea mai înaltă funcție civilă la Roma. El trebuia să se ocupe de buna funcționare a întregului aparat de stat, de la menținerea ordinii publice la aprovizionarea cu alimente. Trebuia, în afară de aceasta, să întrețină bune relații cu papa, care avea de acum o mare relevanță socială, și să fie întotdeauna atent la dispozițiile care veneau de la exarhul de Ravenna, ce îl reprezenta pe împărat în Occident.
Nu era o viață ușoară, dar a fost o experiență foarte prețioasă. În anii oficiului său public, și-a făcut proprie experiența seculară a administrației publice și a pus-o în slujba concetățenilor, fără să se lase vreodată corupt. Sub guvernarea sa, Roma a înflorit așa de mult, încât și săracii aveau ce să mănânce. Prin aceasta, nu numai că și-a dobândit stima în fața autorităților imperiale, cărora Roma le-a dat întotdeauna destulă bătaie de cap, dar a câștigat iubirea generală a tuturor romanilor, care îl iubeau și îl numeau “consulul lui Dumnezeu”.

## Grigore călugărul
Cariera publică însă avea să se termine odată cu moartea tatălui său. Grigore a renunțat la înalta funcție deținută și a intrat în viața monastică. Afinitatea pentru traiul monahal s-ar putea datora familiei sale, mama sa trăind ca o sfântă, iar surorile tatălui său erau călugărițe. Astfel Grigore și-a împărțit întreaga avere săracilor și a ctitorit șapte mănăstiri, dintre care șase în Sicilia. Și-a transformat casa părintească de pe Colina Caelius în mănăstire închinată Sf. Apostol Andrei, în care a adăpostit călugării benedictini, alungați din mănăstirea Monte Cassino de longobarzii care încercau să cucerească peninsula italică. Grigore însuși s-a retras aici, dorind să rămână simplu călugăr benedictin. După multe secole, mănăstirea Sf. Andrei a fost dedicată celui care a întemeiat-o, Sf. Grigore (Mănăstirea Sf. Grigore cel Mare de pe Caelio).
Papa Pelagius al II-lea l-a hirotonit diacon și în 579 l-a trimis pe Grigore ca apocrisar (lat. apocrisiarius), ambasador la curtea imperială din Constantinopol, funcție ocupată timp de șapte ani, până în 585. Ca ambasador pe lângă împăratul Tiberiu I Constantin și succesorul acestuia, Mauriciu, le-a cerut să ajute Roma supusă atacurilor longobarde. A fost rechemat la Roma, unde, ales abate, și-a reluat viața de călugăr în mănăstirea sa. A fost consilier al papei Pelagius al II-lea, când acesta i-a cerut ajutorul pentru a reuni episcopii din nordul Italiei cu Roma, aflați în schismă din cauza poziției luate de papa Vigiliu în privința condamnării „Celor Trei Capitole”.

## Pontificatul
După decesul papei Pelagius al II-lea (în toiul unei epidemii de ciumă), Grigore a fost ales în 590 papă prin voința exprimată de clerul, senatul și poporul roman. Grigore, care se afla la Constantinopol, s-a împotrivit și a încercat să fugă, socotindu-se nedemn de a fi episcopul Romei, dar a fost găsit și adus înapoi. Cu toate insistențele sale la împăratul bizantin de a nu ratifica numirea, împăratul i-a încredințat scaunul papal. Hirotonirea episcopală a lui Grigore a avut loc la 3 septembrie 590. Odată cu întoarcerea sa de la Constantinopol a ajuns la Roma și icoana Salus populi Romani.
În 591 Grigore a cerut populației Romei să facă o ceremonie de pocăință pentru ca puternica epidemie ciumă să înceteze. Conform legendei, atunci când credincioșii au trecut pe lângă mormântul împăratului Adrian, a apărut Arhanghelul Mihail arătând că rugăciunile au ajuns la cer, iar ciuma a încetat. Mausoleul lui Hadrian a fost pus sub patronajul Arhanghelului Mihail, fapt concretizat în Castelul Sant'Angelo.
În cei 14 ani de pontificat (de la 3 sept. 590 la 12 martie 604) a organizat apărarea Romei, amenințată de Aginulfo, cu care apoi a întreținut raporturi de bună vecinătate; administrează avutul public cu minuțioasă nepărtinire, suplinind lipsurile funcționarilor imperiali; se îngrijește de aprovizionarea cu apă a orașului Roma; favorizează împământenirea dijmașilor, eliminând orice formă de sclavie; însuflețit de zelul pentru răspândirea credinței, propune și susține misiunea lui Augustin de Canterbury în Anglia. Întotdeauna atent la problemele întregii creștinătăți, nu neglija cerințele mărunte ale vieții de fiecare zi. Cu puțin timp înainte de a muri, s-a interesat de o ocazie pentru a-i trimite episcopului din Chiusi o manta de iarnă.
A murit în ziua de 12 martie 604 și a fost înhumat în Bazilica Sfântul Petru din Roma. Calendarul roman universal a stabilit sărbătoarea lui pentru ziua de 3 septembrie, ziua hirotinirii sale episcopale. În bisericile ortodoxe este sărbătorit pe 12 martie, ziua morții sale. 

### Sărbători
- în calendarul latin: 3 septembrie (ziua în care a fost hirotonit întru episcop, în anul 590) și 12 martie (ziua morții)
- în calendarul bizantin: 12 martie
- în calendarul lutheran: 12 martie
- în calendarul anglican: 3 septembrie

## Opera
Cele 848 de scrisori rămase de la el și omiliile către popor dovedesc activitatea desfășurată de papa Grigore cel Mare. În toate domeniile vieții bisericești, a lăsat urme adânci. Viața Sfântului Benedict și Liber regulae pastoralis – „Cartea păstoririi sufletelor” sunt citite și astăzi cu mult interes și mult folos. S-a ocupat și de muzica sacră, cântarea folosită la oficierea sfintelor slujbe, și a stabilit normele care au dus la „cântarea gregoriană”.
Sfântul Grigore a scris patru volume intitulate Dialogi (Dialogurile), motiv pentru care creștinătatea răsăriteană îl cinstește sub numele de Grigorie Dialogul. Dialogurile papei Grigore cel Mare, scrise la finalul secolului al VI-lea, conțin o legitimare a valorilor ascetice ale Evului Mediu timpuriu, legate de nașterea culturii benedictine. Povestirile de vieți exemplare, inspirate de surse patristice, dar prinse în tumultul invaziilor barbare din Italia, conțin arhetipurile valorilor și frămîntărilor omului european, proiectate pe un plan escatologic cu teme doctrinare noi, precum purgatoriul, dar și o filosofie a sfîrșitului istoriei.
A compus Liturghia darurilor înainte sfințite, care se celebrează în bisericile răsăritene în timpul postului mare. Cunoscută cu titlul Liturghia Sf. Grigorie Dialogul, este una dintre cele trei liturghii oficiate în bisericile ortodoxe și greco-catolică, alături de cea a lui Ioan Gură de Aur și cea a lui Vasile cel Mare.
A mai scris Cartea regulii pastorale, adresată preoților, în care vorbește despre cumpătarea în asceză. Grigore, prin Regula pastorală, bazându-se pe experiența sa personală, a făcut în așa fel încât carisma monahismului să treacă pragul mănăstirilor și să comunice limfa mereu nouă a evangheliei în structurile bisericești. El vedea unite în preot contemplația și ministerul, aprofundarea cuvântului lui Dumnezeu și vestirea lui, doctrina și exemplul. Nu admitea ca cei care erau chemați la preoție să refuze misiunea cu scuza de a se dedica contemplației: “Nu este posibil să preferi propria liniște binelui spiritual al celorlalți. Cristos, pentru a-i ajuta pe toți, a ieșit din sânul Tatălui pentru a veni să locuiască în mijlocul nostru”. În consecință, în timpul ritului consacrării episcopilor, Regula pastorală se așeza pe spatele celui ales împreună cu Sfânta Scriptură. Aceeași carismă, care însuflețea mănăstirile prin regula benedictină, trebuia să dea viață și Bisericilor episcopale prin Regula pastorală. Când l-a trimis pe Augustin la englezi, i-a recomandat să trăiască conform cu regula mănăstirii sale,deoarece, în acest fel, carisma benedictină va fi cucerit la credință popoarele Marii Britanii. Și așa s-a și întâmplat.

### Ediții în limba română
- Dialoguri (ediție bilingvă a celor patru cărți), trad. din lb. latină de Cristina Horotan, notă intro., tabel cronologic și plan al tratatului de Alexander Baumgarten, note de Cristina Horotan și Alexandru Daroni, Editura Polirom, Iași, 2017. Arhivat în 8 noiembrie 2019, la Wayback Machine.
- Despre minunile Părinților italieni (cartea I și III a Dialogurilor), trad.din latină de Elena Sima, introducere, note, ediție de Florin Crîșmăreanu, Editura Doxologia, Iași, 2016.
- Omilii la profetul Iezechiel, trad. din lb. latină de Elena Sima, Ingrid Ileana Bauer, Editura Doxologia, Iași, 2015.
- Cartea regulii pastorale, trad, prefață și note de Pr.prof.Alexandru Moisiu, Editura Institutului Biblic și de Misiune al Bisericii Ortodoxe Române, 1996.

## Opinii critice
Jean Calvin îl admiră pe papa Grigore și îl citează în lucrarea sa Învățătura religiei creștine. „Da”, – spunea papa Grigore cel Mare la începutul pontificatului său – „vom reforma și administrația bisericească, și legile canonice. Și semnul va fi acesta: reforma muzicii (liturgice)”. Papa Grigore a întrunit în cel mai înalt grad toate calitățile omului de conducere, sensul datoriei, al măsurii și al demnității. 
Istoricul protestant Adolf von Harnack i-a admirat „înțelepciunea, dreptatea, blândețea, puterea de inițiativă, toleranța” și Bossuet l-a considerat „modelul desăvârșit al modului de guvernare a Bisericii”.